# The Null Corporation
The Null Corporation è un'etichetta discografica indipendente creata da Trent Reznor e Rob Sheridan dopo la dipartita dei Nine Inch Nails dalla Interscope Records nel 2008. L'etichetta è stata creata al solo scopo di promuovere i progetti musicali di Reznor. The Null Corporation è un membro della RIAA.

## Pubblicazioni
2008
- Nine Inch Nails – Ghosts I-IV[2]
- Nine Inch Nails – "Discipline" (singolo)[2]
- Nine Inch Nails – The Slip[2]
- Nine Inch Nails – Lights in the Sky Tour Sampler[2]

2009
- NINJA 2009 Tour Sampler[2]

2010
- How to Destroy Angels – "A Drowning" (single)[2]
- How to Destroy Angels – How to Destroy Angels (EP)[2]
- Trent Reznor and Atticus Ross - The Social Network (colonna sonora)[2]

2011
- Trent Reznor and Atticus Ross - The Girl With The Dragon Tattoo (colonna sonora)[2]

2012
- How to Destroy Angels - "Keep it together" (singolo)[2]

2013
- How to Destroy Angels - "How long?" (singolo)[2]
- How to Destroy Angels - Welcome Oblivion (album)[2]
- Nine Inch Nails - "Came Back Haunted" (singolo)[2]
- Nine Inch Nails - "Copy of A" (singolo)[2]